# Ángulo de ascenso

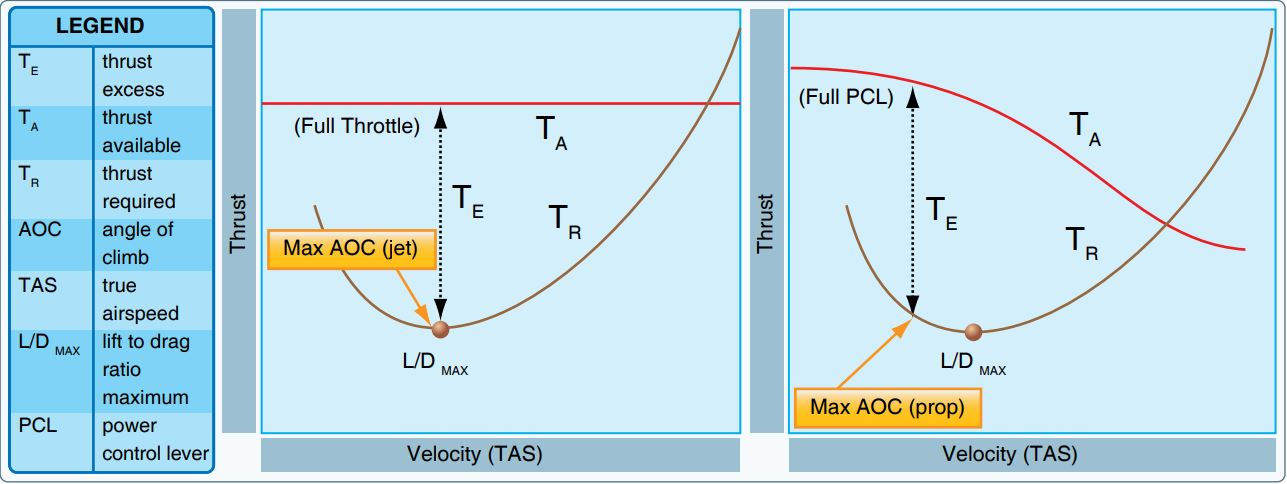
Mejor ángulo de ascenso para un avión a reacción y un avión de hélice

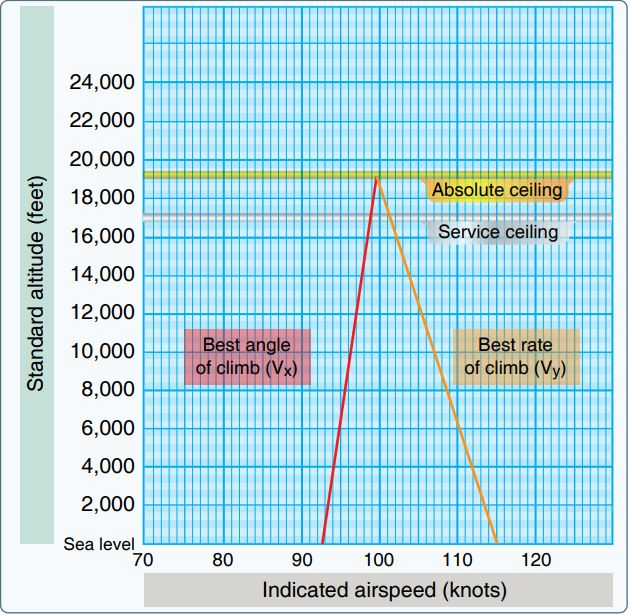
Mejor ángulo de ascenso en función de la altitud

En aerodinámica, el  ángulo de ascenso, también llamado gradiente de ascenso es la relación entre la distancia recorrida sobre el suelo y la altitud ganada, y se expresa en porcentaje. El ángulo de ascenso puede definirse como el ángulo entre un plano horizontal que representa la superficie de la Tierra y la trayectoria de vuelo real seguida por la aeronave durante su ascenso.
La velocidad de un tipo de aeronave a la que el ángulo de ascenso es mayor se denomina VX. Siempre es más lenta que VY, la velocidad para la mejor tasa de ascenso.
Como este último proporciona la forma más rápida de ganar niveles de altitud, independientemente de la distancia recorrida durante dicha maniobra, es más relevante para el crucero. El ángulo máximo de ascenso, por otro lado, es donde la aeronave gana la mayor altitud en una distancia dada, independientemente del tiempo necesario para la maniobra. Esto es importante para superar un obstáculo y, por lo tanto, es la velocidad que utiliza un piloto cuando ejecuta un despegue de «campo corto».
VX aumenta con la altitud y VY disminuye con la altitud hasta que convergen en el techo de vuelo del avión.
La mejor velocidad de aire ángulo de ascenso (BAOC) para un avión es la velocidad a la que se dispone del máximo empuje. El exceso de empuje es la diferencia entre el arrastre total de la aeronave y la potencia de empuje del motor. En el caso de un avión a reacción, esta velocidad es muy similar a la velocidad a la que se produce el arrastre mínimo total.